# Стоколос покрівельний
Стоколос покрівельний, стоколос покрівляний, стоколоса стріхова, анізанта покрівельна як Anisantha tectorum (Bromus tectorum) — вид рослин родини тонконогові (Poaceae), поширений у Європі, Азії, Північній Африці.

## Опис
Однорічна трав'яниста рослина 20–60 см. Стебла прямостійні. Листові піхви запушені; листові пластинки 5–20 см × 2–4 мм, запушені; язичок 1.5–2 мм. Нижня квіткова луска широко-ланцетна, тупа, 10–16 мм завдовжки, з остюком 12–17 мм довжиною. Волоть із тонкими, що спадають, гілочками.

## Поширення
Поширений у Європі, Азії, Північній Африці; інтродукований у США, Аргентині, Чилі, на Гаваях, в Австралії, Новій Зеландії, ПАР.
В Україні вид зростає на пісках, осипах, біля доріг, узбіччях полів і в посівах, на вибитих пасовищах та інших місцях з б.-м. порушеним рослинним покривом — на всій території.

## Галерея

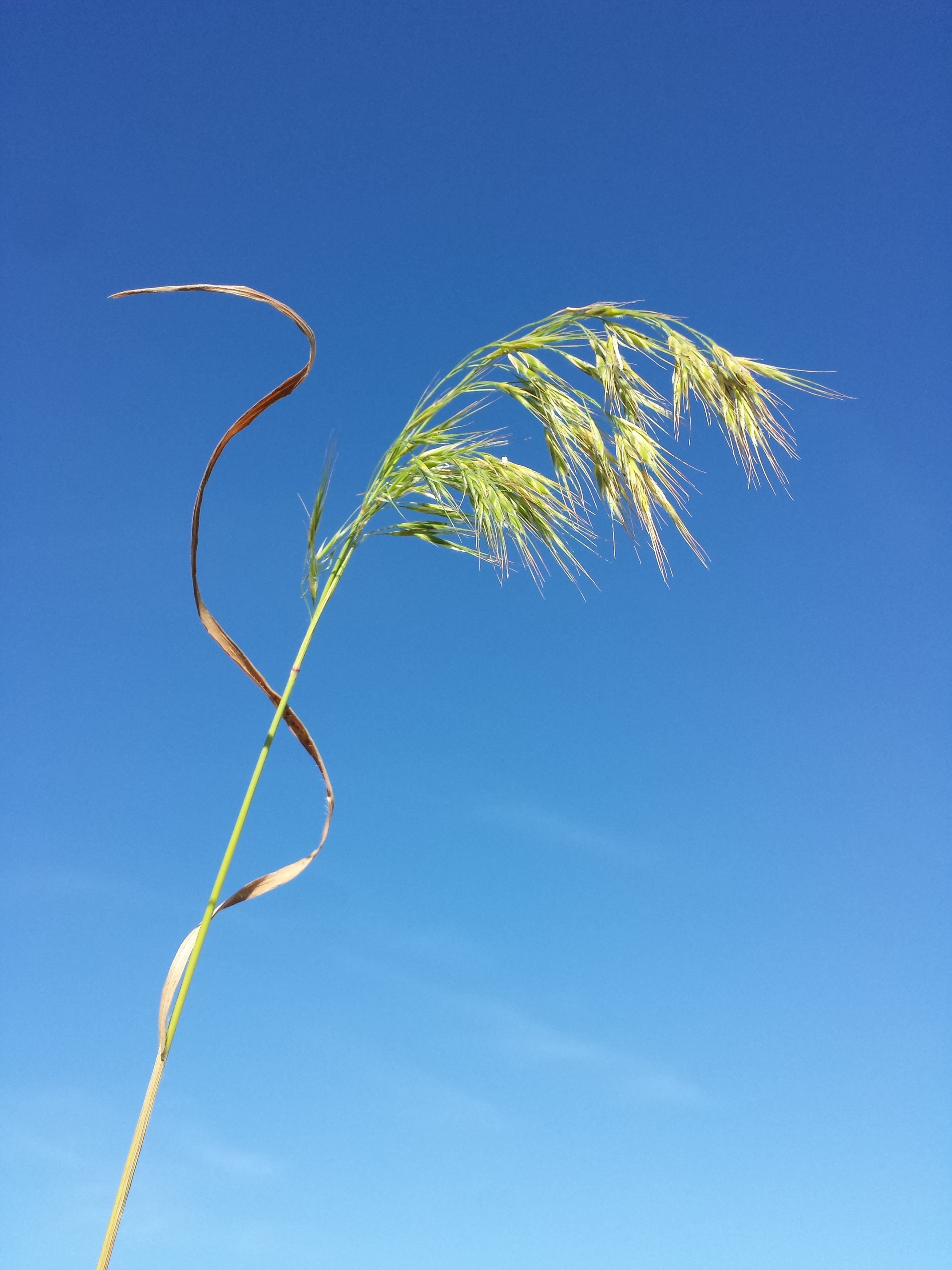
суцвіття
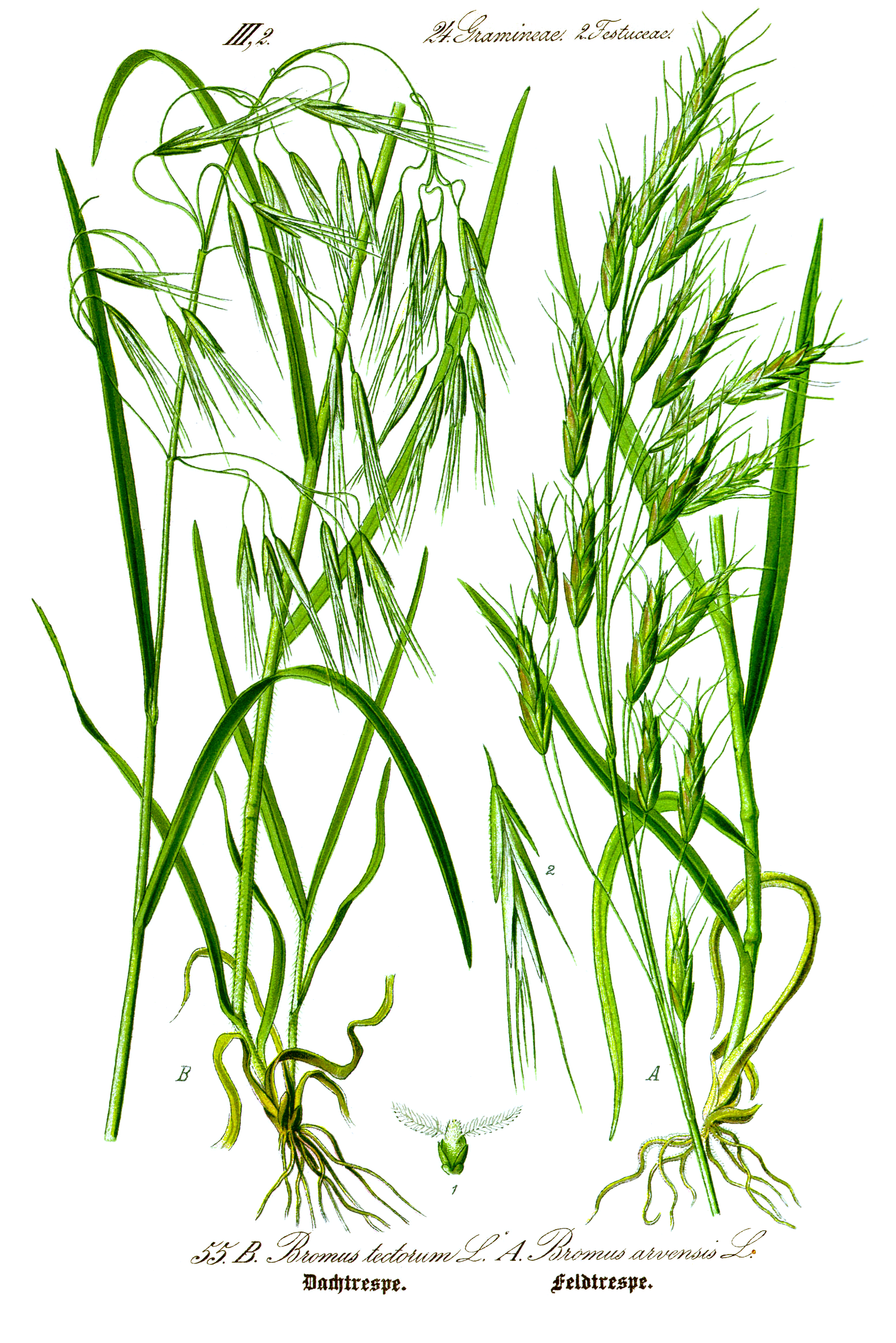
ілюстрація (ліворуч)